# Clemens Meyer (Schriftsteller)

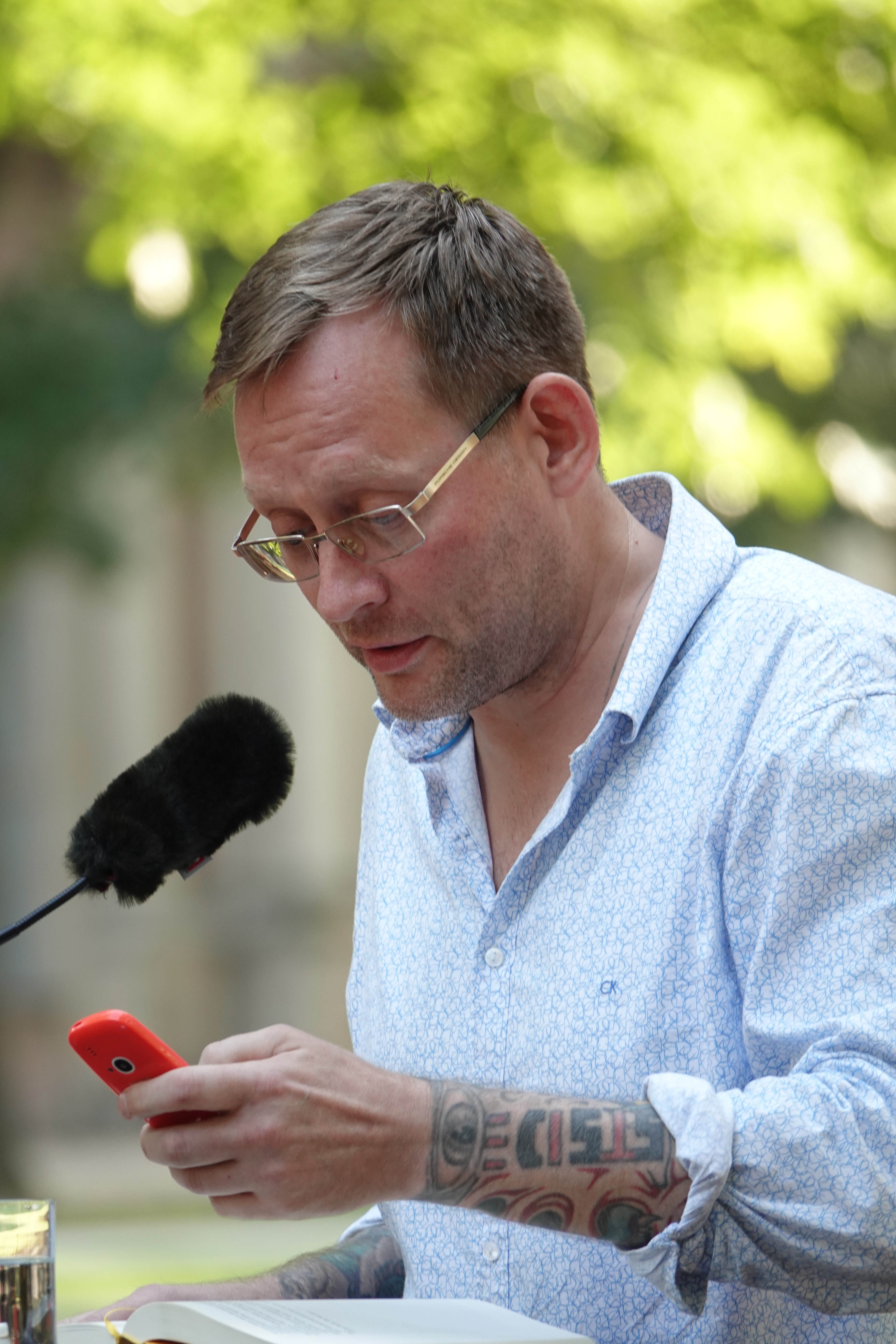
Clemens Meyer 2024

Clemens Meyer (* 20. August 1977 in Halle (Saale)) ist ein deutscher Schriftsteller.

## Leben
Meyer wuchs in Anger-Crottendorf, einem Arbeiterviertel im Leipziger Osten, auf. Er ist Enkelsohn der Künstler Otto und Gertraud Möhwald. Sein Vater ist Krankenpfleger und war während der DDR-Zeit in der Christlich-Demokratischen Union Deutschlands aktiv. Seine Mutter ist Heilerziehungspflegerin, arbeitete während der DDR-Zeit in einem kirchlichen Kindergarten, beteiligte sich an den Montagsdemonstrationen 1989 und favorisierte mit anderen DDR-Bürgerrechtlerinnen den „dritten Weg“ einer reformierten DDR durch die Wende und friedliche Revolution in der DDR. Mit seiner Mutter und seiner Schwester besuchte auch Clemens Meyer 1989/1990 die Montagsdemonstrationen und Umweltgottesdienste in Leipzig.
Meyer stieß durch die umfangreiche Bibliothek seines Vaters auf die Belletristik. Während der Schulzeit betätigte er sich in der Arbeitsgemeinschaft Junge Rezitatoren und im Posaunenchor seiner Kirchengemeinde, wo er die zweite Trompete spielte.
Ab 1990/91 erlebte Meyer seine Jugend in der Nachwendezeit als „Tanz auf den Trümmern“, die er in seinem Roman Als wir träumten – der autobiografische Bezüge enthält – mit Kleinkriminalität, Alkohol, Drogen, Gewalt, Gefängnisaufenthalten in Zeithain, Tätowierungen und selbstorganisierten Technopartys beschreibt. Nach dem Abitur 1996 jobbte Meyer unter anderem als Bauarbeiter.
Von 1998 bis 2003 studierte Meyer am Deutschen Literaturinstitut Leipzig, unterbrochen von einem Aufenthalt in der Jugendarrestanstalt Zeithain. Sein Studium finanzierte er als Wachmann, Möbelpacker, Gabelstaplerfahrer, Bauhelfer und mit Stipendien. In den Seminaren stellte er nur wenige seiner Texte zur Debatte, sondern lernte mehr durch Diskussionen über die Texte anderer.
Die Erfahrungen aus dem Bezug von Sozialhilfe, Arbeitslosengeld II sowie die teilweise materielle Armut bis hin zur Stromsperre während der ersten Jahre als Schriftsteller sind auch Grundlage seiner Werke. Nachdem Meyer seinen ersten Roman Als wir träumten fertiggestellt hatte und die Suche nach einem Verlag vorerst erfolglos verlaufen war, wandte er sich an den Schriftsteller Sten Nadolny, der ihm zu seinem Debüt verhalf. Nadolnys Literaturagentin, die in dieser Zeit auch für Meyer arbeitete, überredete ihn, eine Frauenrolle aus dem Buch zu streichen, und verkaufte das Manuskript an den S. Fischer Verlag.
Neben seiner Arbeit als Schriftsteller war Meyer 2014 als Gastdozent am Leipziger Literaturinstitut tätig. Im Sommersemester 2015 hielt Clemens Meyer unter dem Titel Der Untergang der Äkschn GmbH Poetikvorlesungen an der Frankfurter Universität. Beim Literaturfest München 2014 kuratierte Meyer das alljährliche Forum:Autoren unter dem Titel In Gefahr und größter Not bringt der Mittelweg den Tod, zu dem er u. a. Jonathan Meese, Jürgen Ploog, Thomas Kuczynski, Ulrich Peltzer, Thomas Rosenlöcher sowie die Schauspieler Holger Stockhaus und Aurel Manthey einlud, mit denen er an sieben Tagen Veranstaltungen wie Danton oder Tod im Dschungelcamp und DSDSW – Deutschland sucht den Superwagen inszenierte. Die Veranstaltung (Lesung und Diskussion) wurde als stark experimentell wahrgenommen.
Clemens Meyer lebt in Leipzig im östlichen Stadtteil Anger-Crottendorf. Er ist geschieden. Er ist Fan und Förderer des Galopprennsports, ihm gehörten mehrere Rennpferde.

## Literarisches Werk

### Prosa
Im Jahr 2006 veröffentlichte Clemens Meyer seinen Debütroman Als wir träumten. Dieser beschreibt das Leben männlicher Jugendlicher im Leipziger Arbeiterviertel Reudnitz in den 1990er-Jahren und ist autobiografisch gefärbt. So hat der Technoclub Eastside tatsächlich in Leipzig-Reudnitz existiert und Meyer hat dort eine signifikante Rolle gespielt. Der Roman wurde als der „lang ersehnte Wenderoman“ von der Presse gelobt, wurde als „literarische Sensation“ wahrgenommen und war 2006 für den Preis der Leipziger Buchmesse nominiert. Meyers zweite Veröffentlichung aus dem Jahr 2008 – Die Nacht, die Lichter – ist eine Sammlung von Kurzgeschichten. Im März 2010 erschien Meyers drittes Buch Gewalten. Ein Tagebuch.
Am 22. August 2013 kam Meyers Roman Im Stein heraus. Dieser beschäftigt sich mit Sexarbeit, Zwangsprostitution und deren kapitalistisch-wirtschaftlicher Organisierung in einer Leipzig ähnelnden Großstadt der neuen Bundesländer der 1990er-Jahre. Inspiriert wurde er durch Zeitungsartikel – „Influenzen“, wie er Inspirationen bezeichnet. Meyer recherchierte 15 Jahre lang zum Thema und arbeitete konkret etwa acht Jahre an dem Buch. Er zog für die Arbeit an dem Roman u. a. zahlreiche Studien, Biografien, Statistiken, Interviews, Materialien, Bücher wie z. B. Das Kapital von Karl Marx, das Lexikon der Prostitution, Bücher von Machiavelli sowie das Spiel Rotlicht-Tycoon heran. Parallelen des Romans zur Leipziger Realität der 1990er-Jahre finden sich in der Affäre Sachsensumpf. Besonders augenfällig werden diese im Kapitel Der Kolumbusfalter, in dem Zwangsprostitution von Minderjährigen über die Beschreibung von Donald-Duck-Comics thematisiert wird. Die dargestellte Geschichte ähnelt stark der von Mandy Kopp, in den 1990er-Jahren als 16-Jährige zur Prostitution im Leipziger Kinderbordell Jasmin gezwungen.
Für den Roman Im Stein wurde Meyer 2013 von der feministischen Zeitschrift Emma, die Prostitution ablehnt, zum „Pascha des Monats“ erklärt. Im Gegensatz zur Emma differenziert Meyer in seinem Roman – wie es auch sexpositive Feministinnen und feministische Sexarbeiterinnen tun – klar zwischen Zwangsprostitution und Sexarbeit. Viel Empathie und Raum in seinem Roman bringt Meyer für Zuhälter sowie für Freier (respektvolle und respektlose) auf. Wertgeschätzt wurde am Roman Im Stein, dass Meyer keinen Männerfantasien aufsitze und die Arbeit der Sexarbeiterinnen nicht romantisiere. Meyer wollte aber, wie er auf seiner Verlagsseite darlegt, immer auch das Mythologische als Teil des Romans. So wird aus der Figur Arnold Kraushaar ein Mister Orpheus. Surrealistische Traumsequenzen gehören ebenso zur Ästhetik wie scheinbar realistische Interviews mit den Personen des Romans. Der Roman stand auf der Shortlist zum Deutschen Buchpreis und wurde mit dem renommierten Bremer Literaturpreis ausgezeichnet. Die englischsprachige Übersetzung von Katy Derbyshire gelangte 2017 auf die Longlist des britischen Man Booker International Prize.
Sein umfangreicher Roman Die Projektoren, an dem er mehr als sieben Jahre gearbeitet hatte, stand auf der Shortlist des Deutschen Buchpreises 2024. Als der Preis an Martina Hefters Werk Hey guten Morgen, wie geht es dir? ging, machte Meyer seinem Unmut nach der Preisverleihung beim Verlassen des Gebäudes Luft, nannte die Entscheidung für Hefter „eine Schande für die Literatur“, auf dem Römer bezeichnete er die Jury als "Wichser", eine Wortwahl, die er einige Tage später im Spiegel bestätigte. Im selben Interview mit dem Spiegel begründete er sein Verhalten mit seinen Verbindlichkeiten nach der Ehescheidung sowie mit noch zu zahlenden Steuern, die er hätte begleichen können, wenn er den Literaturpreis bekommen hätte.
Meyers Werke sind in zahlreiche Sprachen übersetzt, unter anderem ins Kroatische, Englische, Französische, Italienische und Schwedische.

### Theatertexte und Adaptationen von Texten für das Theater
Die Theaterfassung von Als wir träumten wurde am 13. April 2008 am Leipziger Schauspiel in der Bearbeitung von Armin Petras und Carmen Wolfram, in der Regie von Armin Petras, uraufgeführt. Die Rollen der männlichen Protagonisten waren im Stück ausschließlich mit weiblichen Schauspielerinnen besetzt, um „den Machismo der Vorlage von vornherein zu untergraben“.
Die Theaterfassung zu den Erzählungen aus Meyers Die Nacht, die Lichter kam im März 2010 am Leipziger Centraltheater in der Regie von Sascha Hawemann zur Uraufführung.
Den Theatertext Sirk the East – Der Traum von Hollywood schrieb Meyer ein Jahr später – wieder zusammen mit Hawemann. Das Stück wurde am 20. Mai 2011 am Leipziger Centraltheater uraufgeführt.
Stallgespräche, Clemens Meyers improvisatorisches Talkformat mit Gästen im Leipziger Centraltheater, fand am 2. März 2012 mit der ersten Ausgabe Die Sendung mit der Maus oder In the Heart of Darkness statt. Weitere Veranstaltungen, u. a. mit den Titeln Alles Glück dieser Erde liegt im Fleisch der Pferde, Rambo kocht – Open Air, Liebe – 1. Porno, 2. Trauer, 3. Glück, Das Ende oder Best of Sterben, Der Mensch ist nur Mensch, wo er spielt, Thema Boxen und Leidenschaft Briefmarke, fanden bis zum Intendantenwechsel im Juni 2013 statt.
Am 25. April 2013 wurde die Theateradaption von Gewalten am Leipziger Centraltheater in der Regie von Sascha Hawemann uraufgeführt.
Im April 2015 wurde Im Stein unter der Regie von Sebastian Hartmann, an dessen Centraltheater Meyer regelmäßig arbeitete, am Schauspiel Stuttgart uraufgeführt.
Mit dem Projekt Wallstone Part IV war Meyer im Juni 2015 bei den Schillertagen in Mannheim zu Gast.
Im Januar 2018 schrieb Meyer einen Radio-Essay für SWR2 mit dem Titel Im Netz der Spinnenfrau. Oder 10 Versuche über den NSU, worin er auch Cameo-Auftritte als Sprecher hat.
Am 30. Juni 2021 gelangte das Musiktheater Im Stein nach Meyers gleichnamigem Roman in einer Komposition von Sara Glojnarić an der Oper Halle zur Uraufführung. Meyer verfasste hierfür das Libretto und spielte auch bei der Inszenierung mit. Gemeinsam mit der Komponistin und dem Regisseur Michael von zur Mühlen erhielt Meyer für die Uraufführung eine Nominierung für den Deutschen Theaterpreis DER FAUST 2022 in der Kategorie „Ton und Medien“.

### Drehbücher
Gemeinsam mit dem Leipziger Filmemacher Thomas Stuber schrieb Clemens Meyer das Drehbuch zu den Spielfilmen Herbert (nominiert für den Deutschen Drehbuchpreis) und In den Gängen (Deutscher Drehbuchpreis 2015) sowie zum Fernsehfilm Tatort: Angriff auf Wache 08. Bei allen drei Werken führte Thomas Stuber Regie. Zum 50. Jubiläum des Polizeirufs 110 im Mai 2021 mit dem Titel An der Saale hellem Strande verfasste er zusammen mit Regisseur Thomas Stuber das Drehbuch. Ebenfalls in Zusammenarbeit mit Thomas Stuber, der auch wieder Regie führte, schrieb Meyer das Drehbuch für den Polizeiruf 110 vom April 2024 mit dem Titel Der Dicke liebt

## Literarische Übersetzungen
Seine erste Veröffentlichung als Übersetzer aus dem Englischen legte Meyer mit dem Kurzroman Street Cop 2023 vor. Die Dystopie handelt von einem Streifenpolizisten in einem zukünftigen New York City voller Robocops, Verbrechen und KI-Anwendungen. Geschrieben hat sie der US-amerikanische postmoderne Schriftsteller Robert Coover, illustriert der Comic-Künstler Art Spiegelman. Obwohl kritisch angemerkt wurde, dass durch die Übersetzung der New Yorker Ich-Erzähler nunmehr sächsele, lobten die Literaturkritiker diese erste literarische Übersetzung Meyers.

## Journalistische Texte
Meyer veröffentlicht Texte in diversen Zeitungen und Zeitschriften: im Feuilleton der FAZ, in Die Welt oder Der Freitag. Er verfasste Rezensionen (u. a. zu Dan Brown), schrieb über Schachboxen, den FC Sachsen Leipzig. Meyer machte Interviews mit seinem Großvater, dem bildenden Künstler Otto Möhwald, und mit seinem literarischen Mentor Sten Nadolny.
Meyer verfasste einen autobiografischen Text über die Aktivitäten seiner Familie in der Wendezeit und deren Rezeption durch die Medien.
Anlässlich des Erscheinens seines Romans Im Stein veröffentlichte er einen Text, in dem er Respekt vor Sexarbeiterinnen fordert, die die von ihnen ausgeübten Sex-Dienstleistungen als selbstbestimmte Arbeit betrachten.
Meyer betätigte sich außerdem als Kolumnist in Die Zeit in der Serie Ostkurve und als Jahresrückblickschreiber.

## Bildende Kunst
Als die fiktive Person Günther Meyer arbeiten Clemens Meyer und Uwe-Karsten Günther, Galerist und Meisterschüler der Hochschule für Grafik und Buchkunst (Leipzig), kollektiv im Bereich der Bildenden Kunst. Im Museum der bildenden Künste Leipzig war eine Rauminstallation von Günther Meyer im Rahmen der Ausstellung Weltenschöpfer – Richard Wagner – Max Klinger – Karl May vom 15. Mai bis 15. September 2013 vertreten.

## Verfilmungen von Texten Clemens Meyers
2012 verfilmte der Leipziger Filmemacher Thomas Stuber Von Hunden und Pferden, eine Kurzgeschichte Clemens Meyers. Der Kurzfilm erhielt einen Silbernen Studentenoscar (Student Academy Award) als bester ausländischer Kurzfilm. Stuber brachte auch Meyers gleichnamige Kurzgeschichte aus dem Erzählband Die Nacht, die Lichter als Spielfilm mit Franz Rogowski, Sandra Hüller und Peter Kurth in den Hauptrollen 2018 unter dem Titel In den Gängen auf die Leinwand. Meyer war hier neben Stuber auch als Drehbuchautor beteiligt, was beiden 2015 den Deutschen Drehbuchpreis eingebracht hatte.
Meyers Debütroman Als wir träumten wurde 2014 von Regisseur Andreas Dresen für die Leinwand adaptiert und hatte auf der 65. Berlinale Premiere; das Drehbuch schrieb Wolfgang Kohlhaase. Meyer hat in dem Film einen kurzen Cameoauftritt als Polizist. Meyer wertschätzt die filmische Umsetzung seines Romans und spricht von einem Sog und davon, „dass der Film auch eine ganz eigene visuelle Kraft entwickelt, der man sich, der ich mich schwerlich entziehen konnte“. „Ich glaube, dass das Kind Als wir träumten zwei ganz gute Adoptionsväter gefunden hat in Dresen und in Kohlhaase ... Der Roman ist dennoch der Roman.“
Zum vierten Mal in Zusammenarbeit mit Thomas Stuber schrieb Meyer mit am Drehbuch für den 2022 in den deutschen Kinos erschienenen Film Die stillen Trabanten. Basierend auf seinem 2017 veröffentlichten Erzählband mit gleichem Titel, handelt der Film von Menschen, die mehr oder weniger allein leben und immer wieder die gleichen Bahnen ihres Alltags drehen. Der Film wurde 2023 auf dem 19. Festival des deutschen Films gezeigt und für mehrere Preise nominiert. Thomas Stuber gewann damit den 2023 Regiepreis Ludwigshafen.

## Auszeichnungen
- 2001: MDR-Literaturpreis
- 2002: Literaturstipendium des Sächsischen Ministeriums für Wissenschaft und Kunst
- 2006: Rheingau Literatur Preis, Mara-Cassens-Preis
- 2007: Förderpreis zum Lessing-Preis des Freistaates Sachsen, Clemens-Brentano-Preis, Märkisches Stipendium für Literatur
- 2008: Preis der Leipziger Buchmesse (Kategorie: Belletristik)
- 2009: TAGEWERK-Stipendium der Guntram und Irene Rinke Stiftung
- 2010: Literaturpreis der Stahlstiftung Eisenhüttenstadt
- 2013: Finalist beim Deutschen Buchpreis (Shortlist) mit Im Stein
- 2014: Bremer Literaturpreis[64]
- 2014: Nominiert für den Deutschen Drehbuchpreis 2014 mit Herbert, zusammen mit Thomas Stuber
- 2015: Deutscher Drehbuchpreis für In den Gängen, zusammen mit Thomas Stuber
- 2015: Frankfurter Poetik-Dozentur
- 2016: Mainzer Stadtschreiber[65]
- 2018/2019: Stadtschreiber von Bergen[66][67]
- 2020: Klopstock-Preis für neue Literatur für sein Gesamtwerk
- 2021: Gemeinsam mit Sara Glojnaric und Michael von zur Mühlen nominiert für den Deutschen Theaterpreis DER FAUST in der Kategorie „Ton und Medien“.[47]
- 2023: International-Booker-Prize-Longlist mit While we were dreaming (in der Übersetzung von Katy Derbyshire)
- 2024: Shortlist des Deutschen Buchpreises mit Die Projektoren
- 2024: Bayerischer Buchpreis für Die Projektoren.
- 2025: Lessing-Preis des Freistaates Sachsen[68]
- 2025 Preis der LiteraTour Nord für Die Projektoren.

## Veröffentlichungen
- Als wir träumten Roman. S. Fischer, Frankfurt am Main 2006, ISBN 3-10-048600-5
- Die Nacht, die Lichter, Stories. S. Fischer, Frankfurt am Main 2008, ISBN 978-3-10-048601-1 (auch als Hörbuch (3xCD) mit Michael Hansonis, 240 min, Der Audio Verlag, ISBN 978-3-89813-761-4[69])
- Gewalten. Ein Tagebuch, S. Fischer, Frankfurt am Main 2010, ISBN 978-3-10-048603-5
- Im Stein. Roman. S. Fischer, Frankfurt am Main 2013, ISBN 978-3-10-048602-8
- Rückkehr in die Nacht. Erzählung; illustriert von Phillip Janta. Connewitzer Verlagsbuchhandlung, Leipzig 2013, ISBN 978-3-937799-63-6
- Zwei Himmelhunde: Irre Filme, die man besser liest (zusammen mit Claudius Nießen), Voland & Quist, Leipzig/Dresden 2016, ISBN 978-3-86391-137-9
- Der Untergang der Äkschn GmbH. Frankfurter Poetikvorlesungen. S. Fischer, Frankfurt am Main 2016, ISBN 978-3-10-002423-7
- Die stillen Trabanten. Erzählungen S. Fischer, Frankfurt am Main 2017, ISBN 978-3-10-397264-1.[70]
- Nacht im Bioskop, Erzählung. Faber und Faber, Leipzig 2020, ISBN 978-3-86730-184-8
- Stäube. Drei Erzählungen und ein Nachsatz: Mit fotografischen Bildern von Bertram Kober, Faber & Faber, ISBN 978-3-86730-158-9[71]
- Clemens Meyer über Christa Wolf (= Bücher meines Lebens, Hrsg. von Volker Weidermann), Kiepenheuer & Witsch, Köln 2023, ISBN 978-3-462-00416-8
- Indianer in Sachsen. Über Mythen und Alpträume. 10. Kamenzer Rede in St. Annen, Kamenz 2023, ISBN 978-3-9823939-1-9
- Die Projektoren. S. Fischer Verlag, Frankfurt am Main, ISBN 978-3-10-002246-2[72]

Übersetzungen
- Amy Hempel, Jim Shepard: Dir zu Füßen: Gedichte von Hunden. Rogner & Bernhard bei Zweitausendeins, Übersetzung aus dem Amerikanischen von Clemens Meyer, Berlin 2010, ISBN 978-3-8077-1067-9
- Robert Coover: Street Cop. S. Fischer Verlag, Frankfurt am Main 2023, 132 Seiten, ISBN 978-3-10-397529-1.

Essay
- Von Rat und Traum. Rede an die Abiturienten des Jahrgangs 2019. Hrsg. von Tilla Fuchs, Conte, Sankt Ingbert 2019, ISBN 978-3-95602-190-9.

Sonstiges
- Frank Kelly Rich: Die feine Art des Saufens. Ein Handbuch für den modernen Trinker. Hörbuch, Sprecher: Clemens Meyer. Hoffmann und Campe. Hamburg 2008, ISBN 978-3-455-30566-1.

## Sekundärliteratur
- Nikolas Buck: Der neue deutsche Großstadtroman – Clemens Meyers: „Im Stein“. In: Tendenzen der deutschsprachigen Gegenwartsliteratur. Hrsg. von Simon Hansen u. Jill Thielsen. Frankfurt a. M.: Peter Lang 2019 (=Beiträge zur Literatur und Literaturwissenschaft des 20. und 21. Jahrhunderts), S. 37–59.
- Martin Jörg Schäfer: Die Intensität der Träume. Clemens Meyers Poetik des Kinos. In: Lili, Zeitschrift für Linguistik und Literaturwissenschaft, Heft 170 „Inszenierungen von ‚Intensität‘ und ‚Lebendigkeit‘ in der Gegenwartsliteratur“, hrsg. von Martin Jörg Schäfer und Niels Werber, Herbst 2013.
- Jill Thielsen: Unsichere Zeichen. Zum Verhältnis von Sprach-, Bild- und Körperzeichen in Clemens Meyers Roman „Als wir träumten“. In: Annika Bartsch/Dies. (Gasthrsg.): Schwerpunkt: Unzuverlässiges Erzählen in der Gegenwartsliteratur. Zeitschrift für Germanistik NF XXXI (2021) H. 1, S. 53–68.